# スライヴ
『スライヴ』（THRIVE）は、2011年にフォスター・ギャンブルにより製作されたアメリカのドキュメンタリー映画である。
地球外知的生命体、ミステリーサークル、ケムトレイル、 ワクチン接種による不妊推進、フリーエネルギー開発を妨害する地球支配者、国際金融エリートが操る経済制度など、について独自理論を展開している。

## 出演者
- フォスター・ギャンブル（日本語吹き替え- ） 本作の司会。
- スティーブン・グリア（en: Steven M. Greer）
- キャサリン・オースティン・フィッツ（en: Catherine Austin Fitts）
- ヴァンダナ・シヴァ （en: Vandana Shiva） インドの哲学者、環境活動家
- エリザベット・サトウリス（en: Elisabet Sahtouris)
- バーバラ・マークス・ハバード（en: Barbara Marx Hubbard）
- エイミー・グッドマン
- デイビッド・アイク
- ナッシム・ハラメイン（Nassim Haramein）
- ポール・ホーキン（en: Paul Hawken）